# Peter Collins
Peter Collins (teljes nevén Peter John Collins) (Kidderminster,  1931. november 6. – Bonn, 1958. augusztus 3.) brit Formula–1-es autóversenyző. 33 Formula–1-es futamon indult pályafutása alatt, összesen 3 alkalommal állhatott a dobogó legfelső fokára. Legjobb világbajnoki helyezése a 3. hely.
Első Formula–1-es futama a svájci nagydíj volt 1952. május 18-án, de nem ért rajta célba. 4 különböző csapat autójában versenyzett már, ezek a következők voltak: HWM-Alta, Vanwall, Maserati, Ferrari.

## Életpályája
Pályafutását a Forma 500-ban kezdte, ahol három évet töltött. Itt félliteres Cooper autókkal kezdett versenyezni 20 éves korában, és hamar felhívta magára a nézők és a szakma figyelmét. 1952-ben indult a Formula–2-es bajnokságon egy HWM volánjánál, és elkápráztatta a nézőket. Bár az autói elég megbízhatatlanok voltak, de így is sikerült felkeltenie Aston Martin figyelmét, aki leigazolta sportkocsicsapatába. Néhány évig elég egyenetlen teljesítményt nyújtott. Bremgartenben rendezett Svájci Nagydíjon történt debütálása nem volt túl sikeres, mivel a tizenkettedik körben egy baleset miatt kiesett. A Formula–1-ben 1954-ben a Vanwall-nál próbálkozott, meglehetősen sikertelenül. Az 1955-ös idényre Owen Racing Organisation csapathoz szerződött, amely BRM autókat dobott volna versenybe, ám ezek nem készültek el időre, így Maseratival futott két versenyt.
1956-ban leigazolta a Ferrari, s élete végéig ebben a csapatban maradt. Az év harmadik világbajnoki futamán, a belgiumi Spában megszerezte első győzelmét. Ezt még egy diadal követte a francia nagydíjon, és a további három második helyének köszönhetően harmadikként végzett a pontversenyben Juan Manuel Fangio és Stirling Moss mögött. Lehetett volna második is, ám az utolsó versenyen, a Monzában tartott Olasz Nagydíjon a harmadik helyen állt, amikor csapattársa, az akkor már háromszoros világbajnok Juan Manuel Fangio az autójának a kormányműhibája miatt kiállni kényszerült. Akkoriban még lehetséges volt a versenyzőcsere (a pontokat ilyenkor elosztották az autón osztozó pilóták között), és mivel Collins látta, hogy a szintén ferraris, olasz Luigi Musso nem akarja átadni az autóját az argentin versenyzőnek, úgy döntött, hogy ő viszont ezt megteszi. Fangio végül másodikként ért célba, és bár végül nem volt szükség az így szerzett pontokra, megnyerte negyedik világbajnoki címét. Collins pedig ezzel elvesztette az esélyét, hogy második legyen a pontversenyben.
1957-ben egy futamot sem tudott nyerni, mert a Lancia-Ferrari gyengébbnek bizonyult, a Maseratinál és a Vanwallnál. Mindössze két harmadik helyezést elérve kilencedik lett az összetettben. Amikor 1958-ban a Ferrari megjelent a klasszikusnak számító Dino 246 Grand Prix márkájával, Peter karrierje ismét felfelé ívelt. Mike Hawthorn előtt megnyerte a brit nagydíjat. Két hét múlva a német nagydíjon, a negyedik helyről indult, és az ötödik körben az élre állt. A tizedik körben honfitársa, Tony Brooks megelőzte őt, ám ebbe nem nyugodott bele, és vissza akarta venni az első helyet. Csatájuk közben Collins elvesztette az uralmát a Ferrari D246-os felett, és lecsúszott az útról. Fának ütköző kocsijából kiesett, és súlyos fejsérüléseibe még aznap belehalt. Harminckét világbajnoki futamon indult, ezeken három győzelmet és további hat dobogós helyet szerzett. Negyvenhárom világbajnokságon kívüli viadalon is részt vett, négy győzelmet és hat dobogós helyezést érve el.

## Eredményei

### Teljes Formula–1-es eredménysorozata
(Táblázat értelmezése)

(Félkövér: pole-pozícióból indult; dőlt: leggyorsabb kört futott) 

| Év   | Csapat                    | 1       | 2      | 3      | 4      | 5       | 6       | 7        | 8       | 9      | 10  | 11  | Helyezés | Pont |
| ---- | ------------------------- | ------- | ------ | ------ | ------ | ------- | ------- | -------- | ------- | ------ | --- | --- | -------- | ---- |
| 1952 | HW Motors                 | SUI Ki  | 500    | BEL Ki | FRA 6  | GBR Ki  | GER Ni  | NED Nk   | ITA     |        |     |     | -        | 0    |
| 1953 | HW Motors                 | ARG     | 500    | NED 8  | BEL Ki | FRA 13  | GBR Ki  | GER      | SUI     | ITA    |     |     | -        | 0    |
| 1954 | G A Vandervell            | ARG     | 500    | BEL    | FRA    | GBR Ki  | GER     | SUI      | ITA 7   | ESP NI |     |     | -        | 0    |
| 1955 | Owen Racing Organisation  | ARG     | MON    | 500    | BEL    | NED     | GBR Ki  |          |         |        |     |     | -        | 0    |
| 1955 | Officine Alfieri Maserati |         |        |        |        |         |         | ITA Ki   |         |        |     |     | -        | 0    |
| 1956 | Scuderia Ferrari          | ARG Ki  | MON 2* | 500    | BEL 1  | FRA 1   | GBR 2 * | GER Ki * | ITA 2 * |        |     |     | 3.       | 25   |
| 1957 | Scuderia Ferrari          | ARG 6 * | MON Ki | 500    | FRA 3  | GBR 4 * | GER 3   | PES      | ITA Ki  |        |     |     | 9.       | 8    |
| 1958 | Scuderia Ferrari          | ARG Ki  | MON 3  | NED Ki | 500    | BEL Ki  | FRA 5   | GBR 1    | GER Ki  | POR    | ITA | MOR | 5.       | 14   |

* A helyezést megosztva kapta.

### Le Mans-i 24 órás autóverseny eredményei
| Év   | Csapat            | Autó              | Csapattárs    | Csapattárs | Helyezés | Kategória |
| ---- | ----------------- | ----------------- | ------------- | ---------- | -------- | --------- |
| 1952 | Aston Martin Ltd. | Aston Martin DB3  | Lance Macklin |            | DNF      | S3.0      |
| 1953 | Aston Martin Ltd. | Aston Martin DB3S | Reg Parnell   |            | DNF      | S3.0      |
| 1954 | David Brown       | Aston Martin DB3S | ”Bira”        |            | DNF      | S3.0      |
| 1955 | Aston Martin Ltd. | Aston Martin DB3S | Paul Frère    |            | 1.       | S3.0      |
| 1956 | David Brown       | Aston Martin DB3S | Stirling Moss |            | 1.       | S3.0      |
| 1957 | Scuderia Ferrari  | Ferrari 335 S     | Phil Hill     |            | DNF      | S3.0      |
| 1958 | Scuderia Ferrari  | Ferrari 250 TR 58 | Mike Hawthorn |            | DNF      | S3.0      |

## Külső hivatkozások
- Profilja a grandprix.com honlapon (angolul)
- Profilja a statsf1.com honlapon (angolul)